# Billezois
Billezois är en kommun i departementet Allier i regionen Auvergne-Rhône-Alpes i de centrala delarna av Frankrike. Kommunen ligger  i kantonen Lapalisse som ligger i arrondissementet Vichy. År 2022 hade Billezois 361 invånare.

## Befolkningsutveckling
Antalet invånare i kommunen Billezois
Referens: INSEE